# Мыйбулак
Мыйбулак или Мибулак (каз. Мыйбұлақ) — село в Улытауском районе Улытауской области Казахстана. Административный центр Мыйбулакского сельского округа. Находится примерно в 211 км к юго-востоку от села Улытау, административного центра района. Код КАТО — 356065100.

## Население
В 1999 году численность населения села составляла 631 человека (316 мужчин и 315 женщин). По данным переписи 2009 года, в селе проживало 698 человек (391 мужчина и 307 женщин).